# Psychotria kilimandscharica
Psychotria kilimandscharica är en måreväxtart som beskrevs av Karl Moritz Schumann och Adolf Engler. Psychotria kilimandscharica ingår i släktet Psychotria och familjen måreväxter. Inga underarter finns listade i Catalogue of Life.